# Frederico Sólon de Sampaio Ribeiro
Frederico Sólon de Sampaio Ribeiro (Porto Alegre, c. 1839 — Belém, 1900) foi um político e militar brasileiro com a patente de major.

## Biografia

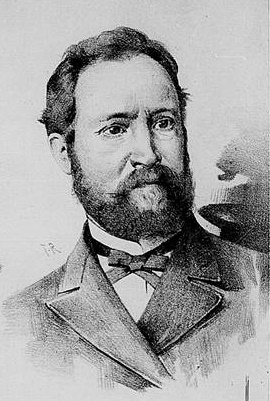
Tenente coronel Sólon.

Filho de Vitorino José Ribeiro, um fazendeiro gaúcho, e Ana Emília de Sampaio, mudou-se menino para Estrela. Militar, lutou na Guerra do Paraguai.
Foi nomeado governador de Mato Grosso em 1891, de 16 de fevereiro até 1º de abril, depois deputado federal e inspetor do Tribunal de Guerra no Pará.

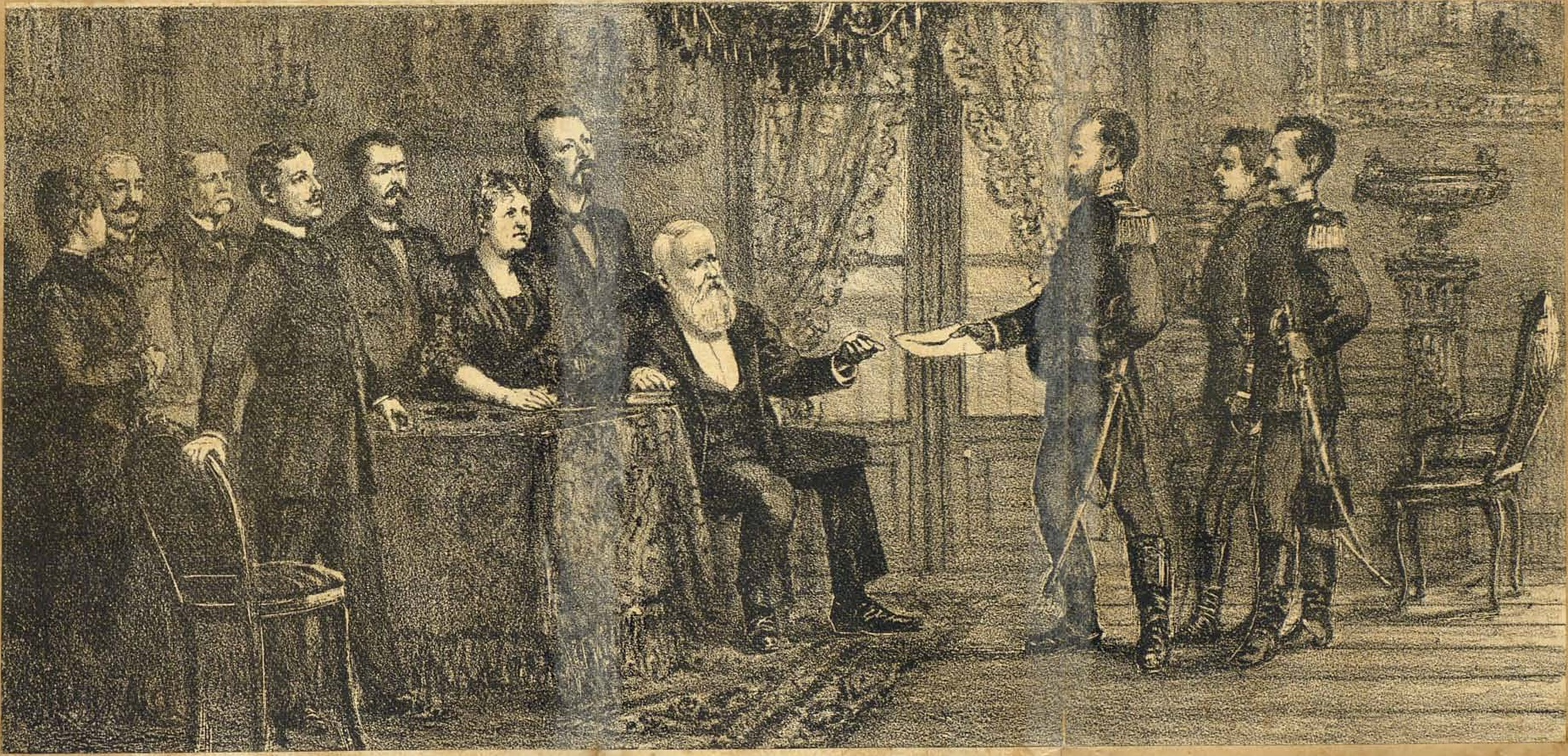
Entrega da mensagem à D. Pedro II, pelo Major Solon, no dia 16 de novembro de 1889.

Teve atuação destacada na Proclamação da República. Responsável por espalhar a falsa notícia de que o Marechal  Deodoro da Fonseca, convalescendo em sua casa, e Benjamin Constant, tinham sido presos pelo governo imperial, e que os batalhões da Capital seriam removidos para o interior. As notícias, tratadas como ação de contra inteligência, provocaram a sedição e o golpe de Estado. Isso porque para os militares, do Exército e Marinha, estava claro que não deveria haver um terceiro reinado no Brasil, e cerca de 160 estavam tão determinados na implantação da república que fizeram um pacto de sangue, em que, acompanhariam o ideólogo do movimento Benjamim Constant até a resistência armada, ou guerra civil. Além dessa firme participação, Sólon foi o encarregado de entregar a D. Pedro II a ordem para o exílio da família imperial.
Pai de Ana Emília Ribeiro, casada com Euclides da Cunha e envolvida em tragédia passional, com seu segundo esposo, o futuro general Dilermando de Assis.

## Curiosidade
Segundo tradição familiar recebeu uma espada de ouro com o brasão de D. Pedro II do próprio. Esta espada foi sucessivamente herdada pelo filho que saísse oficial das forças armadas. O último a recebê-la foi o general Mário Sólon Ribeiro, falecido, neto de Frederico Sólon. Hoje a espada se encontra em exposição no Museu da República, junto com seus pertences.